# Antonino de Plasencia
Antonino de Plasencia (Alto Egipto?, segunda mitad del siglo III - Travo, Val Trebbia, cerca de Piacenza, Emilia-Romagna, Italia, 303), según la tradición, fue un militar del ejército romano y miembro de la Legión Tebana. Convertido al cristianismo, fue muerto por su fe. Es venerado como santo y mártir para todas las confesiones cristianas.

## Vida y leyenda
La mayoría de los datos que se conservan parecen legendarios, a pesar de ser antiguos. Podrían corresponder con un santo mártir local al cual se le atribuye la leyenda posterior, que le hace miembro de la Legión Tebana.
La tradición le hace soldado en la Legión Tebana, compuesta por cristianos del Alto Egipto y comandada por San Mauricio el Tebano. Era, probablemente, originario de Egipto y, con la legión, destinado a Helvecia, en el territorio de Agaunum, el actual Saint-Maurice. Probablemente desembarcaran en Italia y, por alguna razón desconocida, Antonino se quedó en Piacenza. Antonino fue detenido en 303 y decapitado en Travo (Val Trebbia).

## Veneración
El primer obispo de Piacenza, Victorio (322-357), lo declaró patrón de la ciudad y levantó la primera capilla en las cercanías de la ciudad en 324. Restaurada en 903 y reedificada después es hoy la basílica de San Antonino, que conserva las reliquias del santo en el altar.